# Fakhreddine Ben Youssef
Fakhreddine Ben Youssef (Túnez, 23 de junio de 1991) es un futbolista tunecino que juega como delantero en el Al-Masry de la Premier League de Egipto.

## Selección nacional
En mayo de 2018 fue nombrado en la selección preliminar de 29 hombres de Túnez para la Copa Mundial de la FIFA 2018 en Rusia. Él fue seleccionado en la lista final de los 23.
Fue titular en los tres partidos que disputó Túnez en la Copa Mundial de Fútbol de 2018 disputada en Rusia. En la victoria por 2 a 1 contra Panamá convirtió el gol del empate, que fue el gol número 2500 en la historia de los Mundiales.

### Goles internacionales
| # | Fecha                    | Estadio                                                  | Oponente     | Gol | Resultado | Competición                                             |
| - | ------------------------ | -------------------------------------------------------- | ------------ | --- | --------- | ------------------------------------------------------- |
| 1 | 30 de diciembre de 2012  | Estadio Sharjah, Dubái, Emiratos Árabes Unidos           | Irak         | 2–0 | 2-1       | Partido amistoso                                        |
| 2 | 8 de junio de 2013       | Estadio Nacional de Sierra Leona, Freetown, Sierra Leona | Sierra Leona | 2–2 | 2-2       | Clasificación para la Copa Mundial de Fútbol de 2014    |
| 3 | 10 de septiembre de 2014 | Estadio 30 de Junio, El Cairo, Egipto                    | Egipto       | 1–0 | 1-0       | Clasificación para la Copa Africana de Naciones de 2015 |
| 4 | 12 de junio de 2015      | Estadio Olímpico de Radès, Radès, Túnez                  | Yibuti       | 6–1 | 8-1       | Clasificación para la Copa Africana de Naciones de 2017 |
| 5 | 28 de mayo de 2018       | Estadio Municipal de Braga, Braga, Portugal              | Portugal     | 2–2 | 2-2       | Partido amistoso                                        |
| 6 | 28 de junio de 2018      | Mordovia Arena, Saransk, Rusia                           | Panamá       | 1–1 | 2-1       | Copa Mundial de Fútbol 2018                             |

## Clubes
| Club            | País           | Año           | Partidos | Goles | Prom. |
| --------------- | -------------- | ------------- | -------- | ----- | ----- |
| C. S. Sfaxien   | Túnez          | 2011-2015     | 90       | 18    | 0,2   |
| F. C. Metz      | Francia        | 2015          | 6        | 0     | 0     |
| Ésperance Tunis | Túnez          | 2015-2018     | 55       | 19    | 0,35  |
| Al-Ettifaq      | Arabia Saudita | 2018-2019     | 28       | 7     | 0,25  |
| Ismaily S. C.   | Egipto         | 2020-2021     |          |       |       |
| Pyramids F. C.  | Egipto         | 2021-2023     |          |       |       |
| Al-Masry        | Egipto         | 2023-         |          |       |       |
| Total carrera   | Total carrera  | Total carrera | 179      | 44    | 0,25  |

## Palmarés

### Títulos nacionales
| Título        | Club            | País  | Año  |
| ------------- | --------------- | ----- | ---- |
| Liga de Túnez | C. S. Sfaxien   | Túnez | 2013 |
| Copa de Túnez | Espérance Tunis | Túnez | 2016 |
| Liga de Túnez | Espérance Tunis | Túnez | 2017 |
| Liga de Túnez | Espérance Tunis | Túnez | 2018 |

### Títulos internacionales
| Título         | Club          | Continente | Año  |
| -------------- | ------------- | ---------- | ---- |
| Copa de la CAF | C. S. Sfaxien | África     | 2013 |

### Distinciones individuales
| Distinción                                      | Año  |
| ----------------------------------------------- | ---- |
| MVP contra Panamá en la Copa Mundial de Fútbol. | 2018 |